# Рибці (Полтава)

Село Рибці на карті 1877 року

Рибці — село у Полтавському районі Полтавської області України. Постановою Президії Верховної Ради Української РСР 5266-XI від 26.01.1988 село Рибці Гожулівської сільради Полтавського району разом з прилеглими землями включене у межі міста Полтави.

## Історія існування
Дата заснування населеного пункту невідома — до 1719 року.

### Давні часи
Рештки стійбища первісних мисливців пізньомадленської доби у межах Полтави свідчать про освоєння цих земель первісною людиною, яка припадає на стародавню кам'яну добу — пізній палеоліт (35 — 11 тис. р. до н. е.).
Лісостепові землі Поворскля у часи енеоліту та доби ранньої бронзи (XXII—XIX ст. до Р. Х.) були заселені індо-арійськими племенами ямної культурно-історичної спільноти. На території села Рибці знайдені окремі кам'яні свердлені сокири-молоти цього часу.
На прилеглих до села землях знайдені залишки поселень скіфського часу VII—III ст. до Р. Х. (поряд з селищами Шилівка, Пушкарівський Яр, Гожули, Супрунівка).

### Часи Російської імперії
За переписом 1719 року козацький курінь села Рибці входив до складу Першої полкової сотні («сотня пана Якова Черняка полковая»), а за переписом 1732 року — Другої полкової сотні Полтавського полку.
1719 року рибцівське товариство налічувало 76 козаків. Своєрідність Рибцівського куреня полягала в тому, що, хоча він і входив до Першої полкової сотні (точніше — «сотні Якова Черняка»), але за підпорядкуванням був виведений з-під влади сотника, оскільки козаки значились у статусі «курінчиків» полтавського полковника Івана Черняка. Перепис 1732 року провадився після смерті полковника і втрати рибцівськими козаками статусу «курінних козаків полковника». На той час 84 рибцівських сотенних козаків входили до складу Другої полкової сотні.
Отаманом курінчиків 1719 року був Клим Смачний, а 1732 року — отаманом був Василь Ющенко і осавульцем Михайло Оробець.

### Від XX століття
У серпні 1931 року біля села Рибці вперше в Україні була створена авіабаза сільського та лісничого господарства — «Сільгоспавіація».
Село знято із обліку і увійшло до складу міста Полтави згідно із Указом Президії Верховної Ради Української
РСР від 26 січня 1988 р.

## Особистості
- Петрашів Павло Васильович (1738—1772) — український маляр-іконописець, портретист і пейзажист.
- Вітрик Олександр Павлович (1941—2008) — член НСХУ, заслужений художник України. Сухенко Віктор Васильович (1941—1998) —  український скульптор. Заслужений діяч мистецтв України (1989). Лауреат Державної премії України ім. Т. Г. Шевченка (1984).
- Сухенко_Віктор_Васильович (1941—1998) — український скульптор. Заслужений діяч мистецтв України (1989). Лауреат Республіканської премії імені Т. Г. Шевченка (1984).[5]
- Гнойовий  Сергий Миколайович (1954—2019) — Заслужений художник Украини.